# Vol Air Canada 646
Le vol Air Canada 646 était un vol intérieur régulier reliant Toronto, dans l'Ontario, à Fredericton, au Nouveau-Brunswick. Le 16 décembre 1997, à 23 h 48 heure locale, le Bombardier CRJ-100ER exploité par Air Canada s'est écrasé après une tentative de remise de gaz, lors de son approche finale à l'aéroport international de Fredericton.
Tous les passagers et l'équipage ont survécu, en dépit d'un temps de réponse du service d'urgence de 90 minutes et à la formation d'urgence insuffisante de l'équipage. L'appareil a été endommagé de façon irréparable et fut, par la suite, retiré du service.

## Accident
Le jour de l'accident, la météo à Fredericton était mauvaise, avec du brouillard, de fortes chutes de neige et une visibilité d'environ 100 pieds (30 m). Avec les feux de piste allumés, la visibilité sur la piste était alors de 1 200 pieds (370 m) pour l'atterrissage sur la piste 15. À 200 pieds (61 m) au-dessus du sol, le commandant de bord, Donald MacFarlane (34 ans), a approuvé l'atterrissage et le copilote, Jeffrey Cyr (26 ans), qui était le pilote en fonction (PF), s'est chargé d'effectuer la manœuvre. Une fois que le copilote a désengagé le pilote automatique, l'avion a dérivé à gauche de l'axe de la piste et au-dessus de la trajectoire de descente. 
Alors que l'avion s'approchait de 80 pieds (environ 24 m) au-dessus du sol, le copilote a abaissé les manettes des gaz, réduisant alors la poussée des deux moteurs. Le commandant de bord, sachant que l'avion n'était plus dans l'axe de la piste et ne sachant pas quelle longueur de piste il restait, a ordonné une remise de gaz, le copilote étant parvenu indépendamment à la même conclusion à peu près au même moment. 
Immédiatement, le copilote a avancé les manettes des gaz, sélectionné le mode remise de gaz et tire sur le manche, ce qui entraine le cabrage de l'appareil. Presque immédiatement après, le vibreur de manche s'est activé. Bien que le copilote ait réduit la contre-pression sur son manche, l'avion a continué à cabrer et est rapidement entré en décrochage. L'avion s'est incliné brusquement vers la droite jusqu'à ce que le bout de l'aile touche la piste. 
Ensuite, l'avion s'est mis en palier jusqu'à ce que le nez touche la piste. Cela a brisé l'ailette droite et le train d'atterrissage avant, détruit le radôme et a causé de lourds dommages à la carlingue de l'avion. Toute l'alimentation électrique, à l'exception de l'éclairage de secours, a été coupé. À ce moment-là, les moteurs avaient atteint leur pleine puissance et l'avion roulait sur son train principal, du côté droit de la piste, à travers la neige, jusqu'à ce qu'il s'écrase violemment dans un fossé parallèle à la piste, provoquant l'arrachement du train d'atterrissage principal. 
Cela a envoyé l'avion dans les airs, où il a volé sur environ 1 000 pieds (300 m) à travers un champ, avant de finir sa course en heurtant des arbres le long de la piste. Un grand arbre est entré dans la cabine par la porte principale des passagers et s'est frayé un chemin dans le fuselage à travers les cinq premières rangées de sièges. Il n'y a pas eu d'incendie à bord de l'avion, aucun décès et la plupart des passagers ont pu évacuer en toute sécurité.

## Sauvetage
Le Bombardier CRJ-100ER n'était pas équipé d'une radiobalise de repérage d'urgence, et celle-ci n'était pas nécessaire à l'époque. Ceci, combiné à la neige, au brouillard et à l'obscurité, a entravé les efforts de sauvetage car les premiers intervenants ne sont arrivés que 90 minutes après l'incident. 
Les passagers et l'équipage n'avaient également aucun moyen de signaler leur emplacement aux sauveteurs. Ils n'ont pas été en mesure d'aider au moins six personnes coincées à l'intérieur de l'avion, jusqu'à l'arrivée des sauveteurs. Il y a eu un long retard de près de 4 heures, dans le sauvetage des passagers, en raison du fait que des outils de désincarcération étaient nécessaires pour dégager les passagers, et ceux-ci devaient être obtenus du Camp Gagetown. 
Il y a également eu un retard dû au fait que les services d'incendie s'attendaient à ce que l'avion prenne feu et n'aient pas pu entrer en toute sécurité. Finalement, ce sont les ambulanciers qui sont entrés en premier dans la carlingue.

## Enquête
L'enquête du Bureau de la sécurité des transports du Canada a répertorié 29 causes et facteurs contributifs et 16 facteurs aggravants supplémentaires dans l'accident et l'opération de sauvetage, dont les suivants :
- Compte tenu des conditions météorologiques, des conditions de piste et de l'expérience du copilote, la décision de l'autoriser à faire atterrir l'avion était discutable, bien que conforme à la politique aérienne.
- Les ailes avaient accumulé de la glace, dégradant leurs performances aérodynamique et réduisant l'angle d'attaque maximal avant le décrochage de l'avion.
- Le vibreur de manche a fonctionné comme prévu, mais les performances réduites de l'aile ont réduit le temps d'avertissement donné par le vibreur de manche.
- Une remise des gaz sans contact avec le sol n'aurait pas été possible à l'altitude à laquelle elle a été commandée en raison des conditions météorologiques et des performances de l'avion au moment de l'accident.
- L'équipage n'a pas été formé conformément aux exigences légales en matière de procédures d'urgence, y compris pour la remise des gaz, le sauvetage et les issues de secours.
- La formation de sortie de décrochage n'a pas tenu compte des conditions météorologiques au moment de l'accident.
- La procédure de remise des gaz publiée ne tenait pas compte du temps nécessaire pour que les moteurs tournent jusqu'à une poussée suffisante pour la remise des gaz après le ralenti.